# Tajuan Agee
Tajuan Agee (Chicago, 12 novembre 1997) è un cestista statunitense.